# قضيبية مقوسة نافورية
قضيبية مقوسة نافورية (الاسم العلمي: Curvibacter fontanus) هي نوع من البكتيريا، سلبية الغرام، تتبع جنس قضيبية مقوسة.